# 當墩
當墩（緬甸語發音：[Thaung Tun]），筆名Nyein Thit，緬甸編輯、製片人和詩人。他因為製作影片紀錄緬甸人民嚴苛的生活條件，而遭當局逮捕入獄，囚禁的時間為1999年10月至2007年1月；後來他在獄中獲得國際組織保護記者協會所頒發的國際新聞自由獎。尊稱吳當墩。

## 生平
吳當墩任職於MV媒體集團（MV media group）。他曾在仰光一家雜誌社《Padaut Pwint Thit》工作，並擁有一家自己的製片公司。

### 入獄
1999年10月初，他因為製作紀錄緬甸人民生活的影片而遭逮捕，理由是影片中有幾幕農村景象，顯示生活條件非常嚴苛；他被關了8年才遭釋放。
出獄後接受媒體採訪時，吳當墩說明了入獄的真正原因，表示並非因為該影片而入獄，是因為當時他們透過被軍政府所禁止的民主團體，出版了一些文章和詩集，內容呼籲軍政府尊重1990年大選結果，並應依該結果組成國會。
獄中對於犯人健康情況的照顧非常差，並時常遭到刑求，吳當墩表示自己曾站了整個晚上，或是雙手被反綁，被逼著跪在碎玻璃上。

#### 獄中獲獎
之後國際組織大赦國際將他列為良心犯；2004年，國際組織保護記者協會也頒給他國際新聞自由獎，在獲得這個獎項後，他的生活條件得到改善。

### 獲釋
2007年1月3日，吳當墩與其他3,000位犯人由於政府新年大赦而得以獲釋。與吳當墩配合的攝影師昂·賓特也於同樣時間入獄，在稍早的2005年7月已被釋放。
出獄後，吳當墩仍然參加反政府抗議活動，但不再拋頭露面，以免二度入獄；但在2007年9月25日，吳當墩的妻子欽紐月拉爾（Khin Mar Lar）在曼德勒的娘家中被捕，使得他們的3名子女頓失依靠。